# هواپیمای آبی خاکی

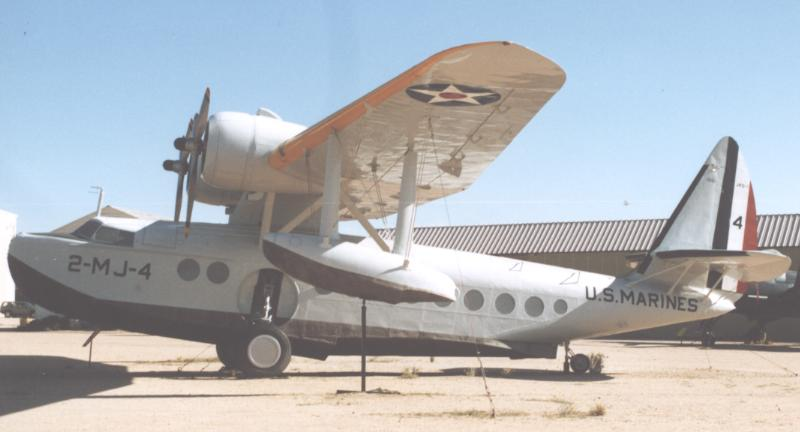
هواپیمای سیکورسکی اس-۴۳

هواپیمای آبی خاکی، (به انگلیسی: Amphibious aircraft) گونه‌ای از هواپیما است که توانایی برخاستن و فرودآمدن بر روی سطح آب و در خشکی را داراست. این هواپیماها غالباً از سرعت و مانورپذیری کمتری نسبت به هواپیماهای مخصوص فرود بر روی باند فرودگاه برخوردار هستند.